# Barzaz Breiz
Le Barzaz Breiz, chants populaires de la Bretagne, sous-titré « recueillis et publiés avec une traduction française, des éclaircissements, des notes et les mélodies originales par Th. de La Villemarqué » est un recueil de chants recueillis, paroles et musique, dans la partie bretonnante de la Bretagne au XIXe siècle, traduits et annotés par le vicomte Théodore Hersart de La Villemarqué. La quasi-totalité des textes sont issus d'une collecte commencée par sa mère, Marie-Ursule de Feydeau de Vaugien, et poursuivie à plus grande échelle par le jeune chartiste. Il a aussi utilisé des documents réunis par madame de Saint-Prix, de Morlaix, et par René Kerambrun,. Le nationalisme breton moderne doit en partie ses origines à la publication en 1839 du Barzaz Breiz.
Barzaz, en breton, signifie « bardit, ensemble de poèmes » (Barzhaz) et Breiz est la Bretagne (écrit Breizh en breton moderne).

## Diverses éditions

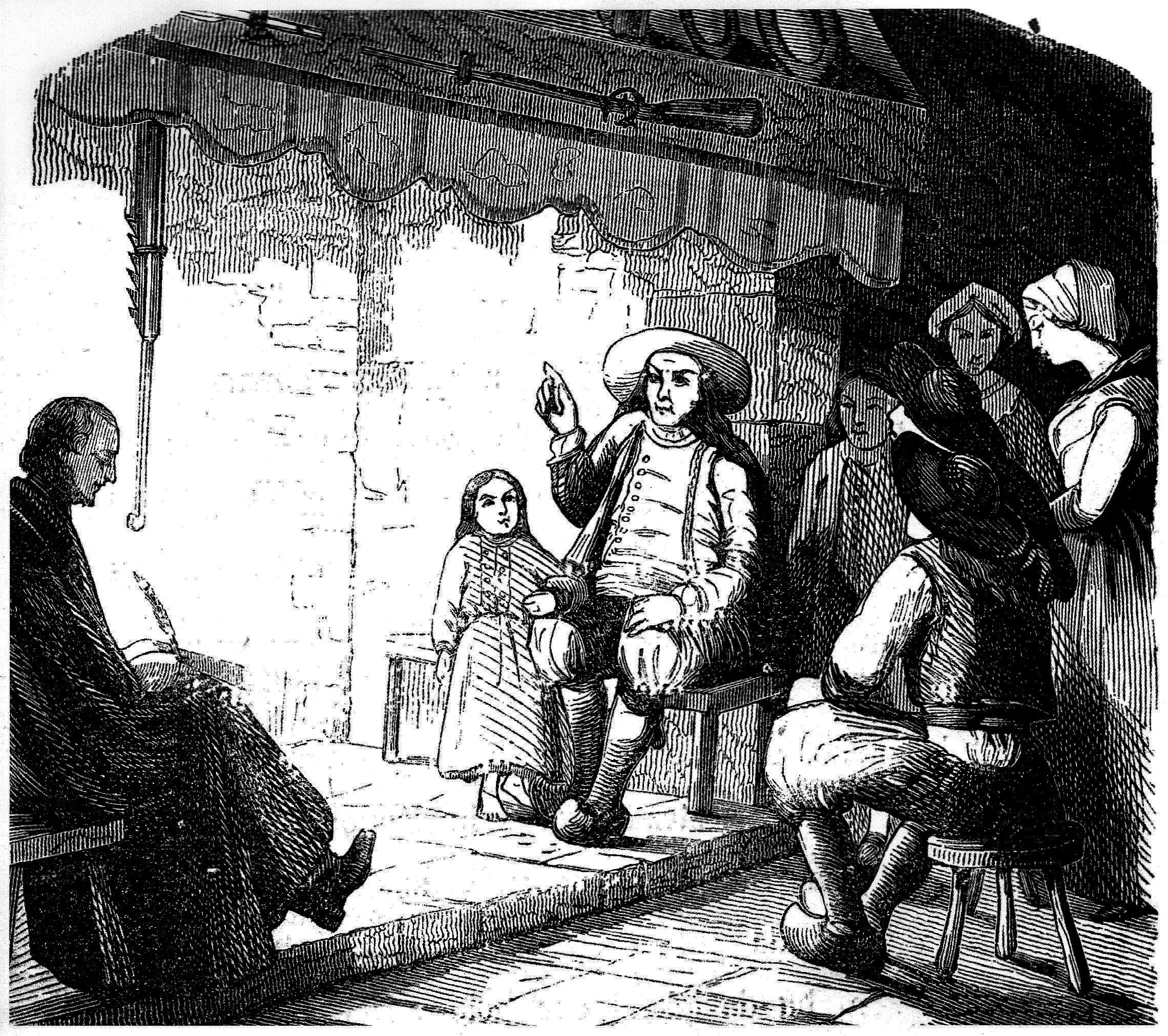
La Villemarqué à trente ans transcrivant une chanson.

Chaque poème est présenté en breton avec une traduction parallèle en français, strophe par strophe, précédé d'une introduction historique et idéologique intitulée « Argument » et suivi de « Notes et éclaircissements ». En fin d'ouvrage, La Villemarqué donne la ligne mélodique de chacun des poèmes. L'ouvrage commence par un préambule sur la méthode et un copieux traité « De la poésie populaire en Bretagne » sur 80 pages, historique et ethnographique. Il se termine par une conclusion idéologique. 
La première édition a été publiée en 1839 à Paris aux Éditions Charpentier, sous la forme de deux volumes in-12, puis sous le même millésime aux éditions Delloye. La même édition porte parfois la date 1840 avec les mentions Seconde Édition et Barz Nizon comme nom d'auteur au tome I.
La Villemarqué publie une nouvelle édition considérablement augmentée en 1845. C'est dans cette édition qu'apparaissent les chants les plus fameux, « ceux qui feront la gloire du recueil » (Gourvil)[réf. nécessaire]. L'édition de 1845, chez Didier et Cie, porte le plus souvent la date 1846 avec la mention « Quatrième Édition ». Le livre est ensuite paru, pour la première fois sous la forme d'un seul volume, en 1867 avec une mention : Sixième Édition. Ce tirage comprenait 2 000 volumes in-12 et 500 au format in-8. Il n'existe pas de cinquième édition, du moins est-elle introuvable à ce jour[réf. nécessaire]. La septième édition paraît la même année 1867 ; la huitième en 1883 et la neuvième (dernière parue du vivant de l'auteur) en 1893. 
Toutes les éditions parues depuis 1867, sont basées sur la sixième édition. Contrairement aux premières éditions où le texte breton est en page paire en regard de la traduction en français en page impaire, le texte breton à partir de la sixième édition est renvoyé en bas de page sur deux colonnes, dans un caractère plus petit que la traduction en français. 
L'édition de 1867 a été réimprimée de nombreuses fois par la Librairie Académique Perrin qui a racheté le fonds de Didier et Cie, sans compter les nombreuses traductions anglaises (Taylor, Fleay...), allemandes (Keller-Seckendorf...), italienne (Pascoli), polonaise, etc.
En 1981, l'éditeur François Maspero  propose le Barzaz Breiz au format (presque) poche. En fait il s'agit d'un assez gros volume, de 540 pages (ISBN 978-2-7071-1241-5).
En 1988, l'éditeur breton de Lesneven, Mouladurioù Hor Yezh, a fait paraître sous le titre Barzhaz Breizh la seule édition ne comportant que le texte breton, celui-ci transcrit dans la graphie unifiée moderne, dite peurunvan. Les nombreuses erreurs du texte breton de La Villemarqué ont aussi été corrigées. (ISBN 978-2868630384).
En 1996, Coop Breizh publie une véritable version format poche du recueil sans le texte breton conformément au vœu de Pierre Trépos (Au sujet d'une nouvelle édition du Barzaz Breiz, 1959). (ISBN 978-2909924854).
En 1999, les Éditions du Layeur ont publié une réimpression de l'édition de 1867, présentée par Yann-Fañch Kemener, chanteur bretonnant et collecteur important, augmentée de l'avant-propos de l'édition de 1845 et de quelques traductions en vers dues à La Villemarqué. Le principal mérite est d'avoir remis les textes français et breton en vis-à-vis, comme dans les premières éditions, en assurant une très grande lisibilité. Un disque compact accompagne l'ouvrage procurant une interprétation de 12 des chants par Yann-Fañch Kemener et la Maîtrise de Bretagne, seuls ou ensemble. (ISBN 978-2911468278).
Plusieurs éditions en fac-simile des éditions du XIXe siècle sont disponibles  Librairie Académique Perrin (1963), Bibliobazaar, (ISBN 978-1116331066), Kessinger (ISBN 978-1161333367) etc.

## Rayonnement
Cette œuvre a connu un succès d'estime important auprès de la société littéraire parisienne, s'attirant une célèbre appréciation de George Sand qui mentionna « les diamants du Barzaz Breiz » et compara un des chants du recueil, Le Tribut de Nominoë, à l'Iliade d'Homère, jugeant même le chant breton supérieur au récit antique. La Villemarqué, qui n'avait que 24 ans, a vu son statut social s'élever et cela lui permit, en approfondissant ses travaux sur la langue bretonne et les vieilles tragédies bretonnes, de devenir une référence incontestée et de s'ouvrir les portes de l'Académie des inscriptions et belles-lettres en 1856.
Il incita aussi de nombreux chercheurs dont Arbois de Jubainville et François-Marie Luzel, qui allaient sur le tard devenir ses principaux contradicteurs, à se plonger dans les études celtiques. 
La postérité du Barzaz Breiz est l'une des plus remarquables qui soit, par ses aspects littéraires, scientifiques et politiques. Il est encore la source d'inspiration d'artistes actuels, notamment des musiciens, grâce au fait que la musique des poèmes est notée dans l'ouvrage.
L'œuvre, devenue centrale dans la culture bretonne, est donc plus qu'un recueil poëtique, c'est un document de musicologie de premier ordre, attestant de modes musicaux spécifiques aux sonorités bretonnes. Il est le premier ouvrage qui, après un long temps d'indifférence, réhabilite les héros de l'histoire bretonne tels Nominoe (Nevenou), Jean IV, Pontcallec ou Cadoudal et dénonce la "traîtrise" de Bertrand du Guesclin (dans An Alarc'h).

## La Querelle duBarzaz Breiz
Bien après la parution, François-Marie Luzel fit une critique en règle du travail de celui qu'il avait suivi pendant un temps, lors d'un congrès savant en 1868. Il estimait que les chants avaient pu être complètement fabriqués à la manière de James MacPherson, car, disait-il, il n'avait jamais lui-même rencontré des versions aussi élégantes et aussi exemptes de mots français. Le problème principal soulevé par ses contradicteurs était que, froissé, La Villemarqué refusait de montrer ses carnets d'enquête. Cependant, à la fin de leurs vies, La Villemarqué et Luzel se réconcilièrent. En 1890, l'introduction des Soniou Breiz Izel de Luzel par Anatole Le Braz traite le problème sur un ton apaisé.
Dans une thèse soutenue en 1959 et publiée en 1960, Francis Gourvil soutenait que le Barzaz Breiz était un faux et que La Villemarqué avait écrit lui-même la plupart des chants les plus remarquables du recueil. Dans une thèse soutenue en 1974 et publiée en 1989, Donatien Laurent rejette en grande partie ces accusations en démontrant l'authenticité de la matière de l'ouvrage grâce à la découverte par le général de La Villemarqué, en 1964, des carnets de collectage de son ancêtre. En outre, des travaux d'universitaires et de linguistes ont démontré que nombre des prétendues fautes de breton relevées par F. Gourvil s'expliquaient parfaitement par les traits dialectaux de la langue du sud de la Bretagne d'où étaient originaires La Villemarqué et les chants incriminés (Gourvil étant lui du nord). L'hypothèse la plus vraisemblable est que La Villemarqué a procédé à des remaniements pour enjoliver et/ou établir une version-type des légendes collectées, comme ont pratiqué à la même époque les frères Grimm et Luzel lui-même. Dans sa thèse publiée en 2006, Nelly Blanchard conclut que « le travail de Donatien Laurent a donc mis un terme à cette question en montrant que le Barzaz-Breiz est bien basé sur un travail de collecte de chants populaires, mais que l'auteur a parfois arrangé des chants, compilé plusieurs versions, ajouté des éléments et quelquefois, semble-t-il, inventé des textes. » Ce qui n'a pas empêché Françoise Morvan de tenter de démontrer dans sa biographie de Luzel parue aux Presses universitaires de Rennes que les arguments de Luzel repris par Gourvil étaient fondés. 
Un article des Annales de Bretagne en 1900 analyse la technique de recueil des chants populaires par La Villemarqué à ses débuts. Quand il a commencé son travail, en 1836, La Villemarqué connaissait assez mal le breton et il a fait appel à des collaborateurs pour collecter les textes, comme le faisait Jean-Marie de Penguern à la même époque. Ceux-ci l'ont probablement parfois abusé. Quand, bien plus tard, il en a pris conscience, il ne l'a pas nié, mais ne l'a pas avoué. Luzel souligne en 1874, dans la préface du deuxième volume des Gwerziou Breiz-Izel, que La Villemarqué a gardé le silence dans la controverse soulevée par la parution du premier volume.

## Influences

### Musique bretonne
Le Barzaz Breiz a eu une grande influence sur beaucoup de chanteurs et musiciens bretons et celtiques. Alan Stivell lui emprunte plusieurs musiques et textes (Marv Pontkalleg, An Alarc'h, Silvestrig, Jenovefa, Bale Arzur et Diougan Gwenc'hlan), de même Tri Yann (An distro euz a vro-zaoz, une version de Silvestrig), Gilles Servat, le chanteur poète Denez Prigent (Ar rannoù), le groupe folk/pop britannique Steeleye Span, le groupe Glaz (Marzhin, Pontkalleg, Ar rannoù, An Amzer dremenet, Silvestrig) etc.
L'ouvrage a aussi donné lieu à plusieurs arrangements et enregistrements :
- Tradition Chantée en Bretagne - Les Sources du Barzaz Breiz Aujourd'hui, compilation, Coop Breizh, 1998.
- Barzaz Breiz chanté par Andrea Ar Gouilh, Excalibur, 1998.
- PIGNOT Yves, Ar profig - Le cadeau: suite pour piano à quatre mains sur des airs du Barzaz Breiz, Les Éditions Buissonnières, Crozon, 2023.

### Iconographie
Ces  séries ont inspiré l'artiste peintre Dodik Jégou qui en fit une série de 12 fresques en céramique qu'elle exposa au 4e festival de la création artistique bretonne Les tombées de la nuit en août 1989 à Rennes, exposées à la bibliothèque municipale de Rennes puis au musée de Quimperlé.

### Bande dessinée
Comme il le détaille à la fin du tome 2, le dessinateur François Bourgeon s'est inspiré du Barzaz Breiz pour l'écriture de sa série Les Compagnons du crépuscule.

## Citations
« Le Barzaz Breiz est sans doute un beau livre pour un adulte averti ; mais il faut avoir le courage de dénoncer la malfaisance de ceux qui voudraient en faire un livre de chevet pour la jeunesse. »

— François Falc'hun, Le Progrès de Cornouaille, 1er mai 1954.

« L'Europe lettrée se pâma devant la beauté de ces chants populaires collectés dans les campagnes armoricaines. George Sand, notamment, clama son émotion et inventa, pour qualifier ces pièces, l'expression de « littérature orale » : « Une seule province de France est à la hauteur, dans sa poésie, de ce que le génie des plus grands poètes et celui des nations les plus poétiques ont jamais produit : nous oserons dire qu'elle le surpasse. Nous voulons parler de la Bretagne. Mais la Bretagne, il n'y a pas longtemps que c'est la France. (...) Génie épique, dramatique, amoureux, guerrier, tendre, triste, sombre, moqueur, naïf, tout est là !... » (La Filleule) »

— Michel Treguer, Espèce d'Homme ! Essai sur l'identité, Éditions du Temps, 2007

### Ouvrages
- (br) Fañch Elies (Abeozen), En ur lenn Barzhaz Breizh : Trede levrenn, Rennes, Preder, 1962
- François-Marie Luzel, De l'authenticité des chants du Barzaz-Breiz de M. de La Villemarqué, Saint-Brieuc, Guyon, 1872.
- Nelly Blanchard, Barzaz-Breiz : Une fiction pour s'inventer, Rennes, Presses universitaires de Rennes, 2006, 308 p. (ISBN 2-7535-0225-0, lire en ligne)
- Nelly Blanchard (dir.) et Fañch Postic (dir.), Au-delà du "Barzaz-Breiz", Théodore Hersart de La Villemarqué, Brest, CRBC, septembre 2016, 302 p. (ISBN 979-10-92331-26-4).
- Francis Gourvil :
  - Sur un passage de la neuvième série du Barzaz-Breiz, Rennes, Ogam, 1954.
  - Théodore-Claude-Henri Hersart de la Villemarqué (1815-1895) et le Barzaz-Breiz (thèse), Rennes, Oberthur, 1960.
  - La langue du Barzaz-Breiz et ses irrégularités. Solécismes, syntaxe, tournures insolites, Rennes, Imprimeries réunies, 1966.
  - Notre contribution à l'histoire du Barzaz-Breiz, dans Annales de Bretagne, Rennes, 1982.
- Donatien Laurent :
  - La Villemarqué collecteur de chants populaires : étude des sources du premier Barzaz-Breiz à partir des originaux de la collecte : 1833-1840, thèse, 5 vol., 1974
  - Théodore Hersart de La Villemarqué et la découverte d'une littérature du peuple (thèse), 1974.
  - Donatien Laurent, « Aux sources du Barzaz-Breiz. La mémoire d'un peuple », Le Chasse-Marée, Douarnenez, éditions Ar Men,‎ 1989.
  - La Villemarqué et les premiers collecteurs en Bretagne, in Fañch Postic (dir.) : La Bretagne et la littérature orale en Europe, Brest, Crbc, 1999, p. 153-167.
- Jean-Yves Guiomar, « Le Barzaz-Breiz de Th. H. de La Villemarqué », dans Pierre Nora, Les Lieux de mémoire, III/2, Gallimard, 1992, p. 526-565.
- (de) Bernard Lauer et Bärbel Plötner, Jacob Grimm und Th. Hersart de La Villemarqué. Ein briefwechsel aus der Frühzeit der modernen Keltologie, t. I, Kassel, Jahrbuch der Brüder Grimm-Gesellschaft, 1991, p. 17-83.
- Bernard Tanguy, Aux origines du nationalisme breton. Le renouveau des études bretonnes au XIXe siècle (2 vol.), U.G.E., coll. « 10-18 », 1977.
- Françoise Morvan, François-Marie Luzel, Presses universitaires de Rennes, 1999.
- Laurent Bourdelas, dans sa biographie d'Alan Stivell parue en 2012 aux éditions Le Télégramme, a consacré plusieurs paragraphes à l'influence du Barzaz Breiz sur son œuvre et aux adaptations qu'en a réalisées le chanteur.

### Articles de presse
- A. Allier, « De l'authenticité des chants du Barzaz-Breiz », Echo de Morlaix, 2 novembre 1872 ; Impartial lorientais, 21, 24 mars 1872 ; Journal de Lannion, 14 novembre 1872
- Léon Le Berre, « La querelle du Barzaz-Breiz », La Dépêche de Brest, 12, IX, 1935
- Donatien Laurent, « La Villemarqué et le Barzaz-Breiz : naissance de la littérature orale », ArMen, no 18, décembre 1988, p. 30-49
- Denise Delouche, « Le Barzaz-Breiz et les artistes », ArMen, no 75, mars 1996, p. 64-73
- Goulven Peron, « Barzaz-Breiz - Les chanteurs et les puissances morales dans les montagnes », Kaier Ar Poher (« Cahiers du Poher »), Centre Généalogique et Historique du Poher, no 14, février 2006

## Filmographie
- HIRRIEN Ronan, Pa guzh an heol [Quand le soleil se couche], JPL Films/France Télévisions, 2013, documentaire 52 minutes[11].